# Gemeiner Rainkohl
Der Gemeine Rainkohl (Lapsana communis), auch Gemeine Milche, Gewöhnlicher Rainkohl oder einfach Rainkohl genannt, ist die einzige Art der Pflanzengattung Lapsana innerhalb der Familie der Korbblütler (Asteraceae). Sie ist eine alte Nahrungs- und Heilpflanze.

## Beschreibung

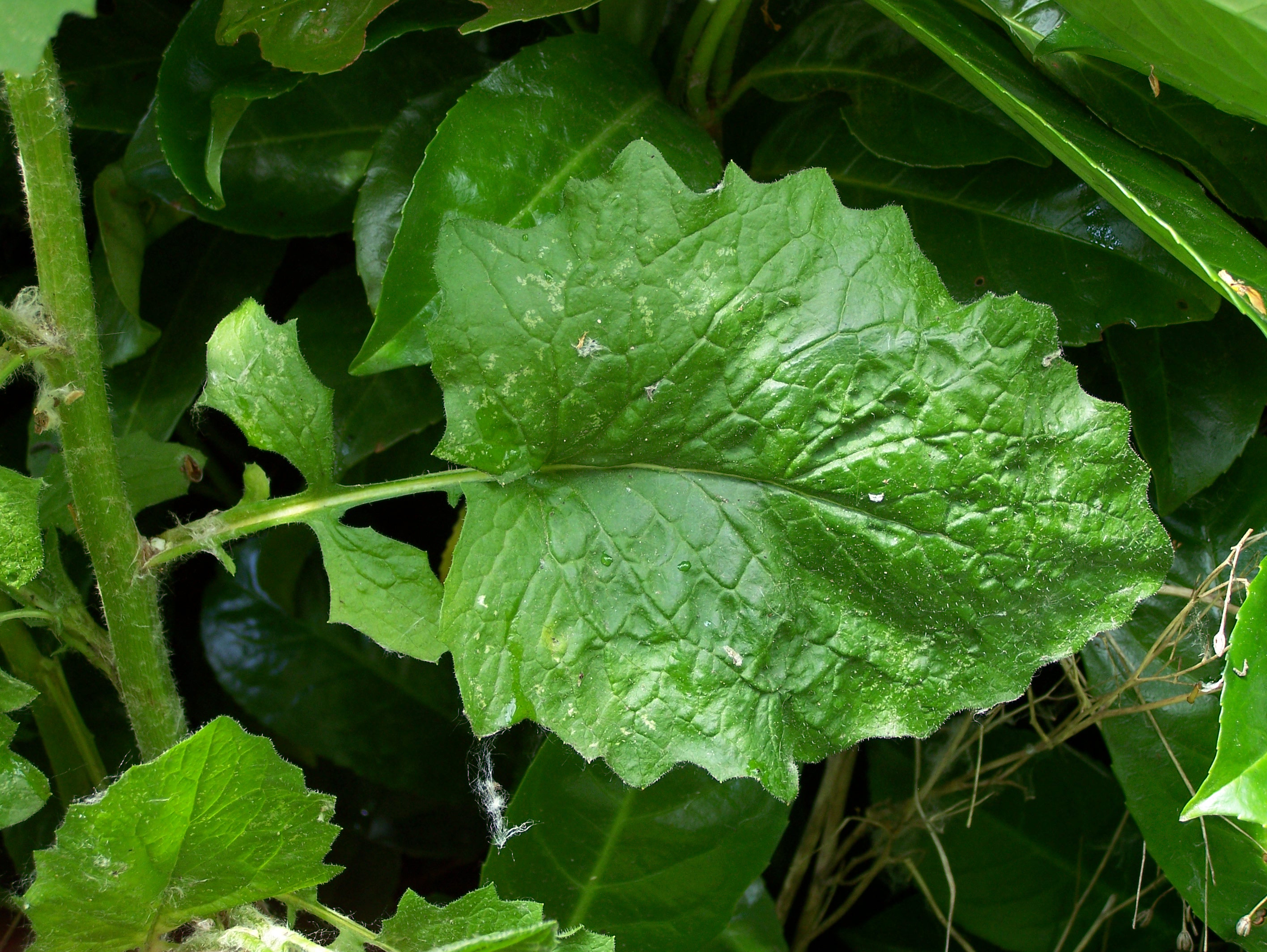
Unteres Stängelblatt

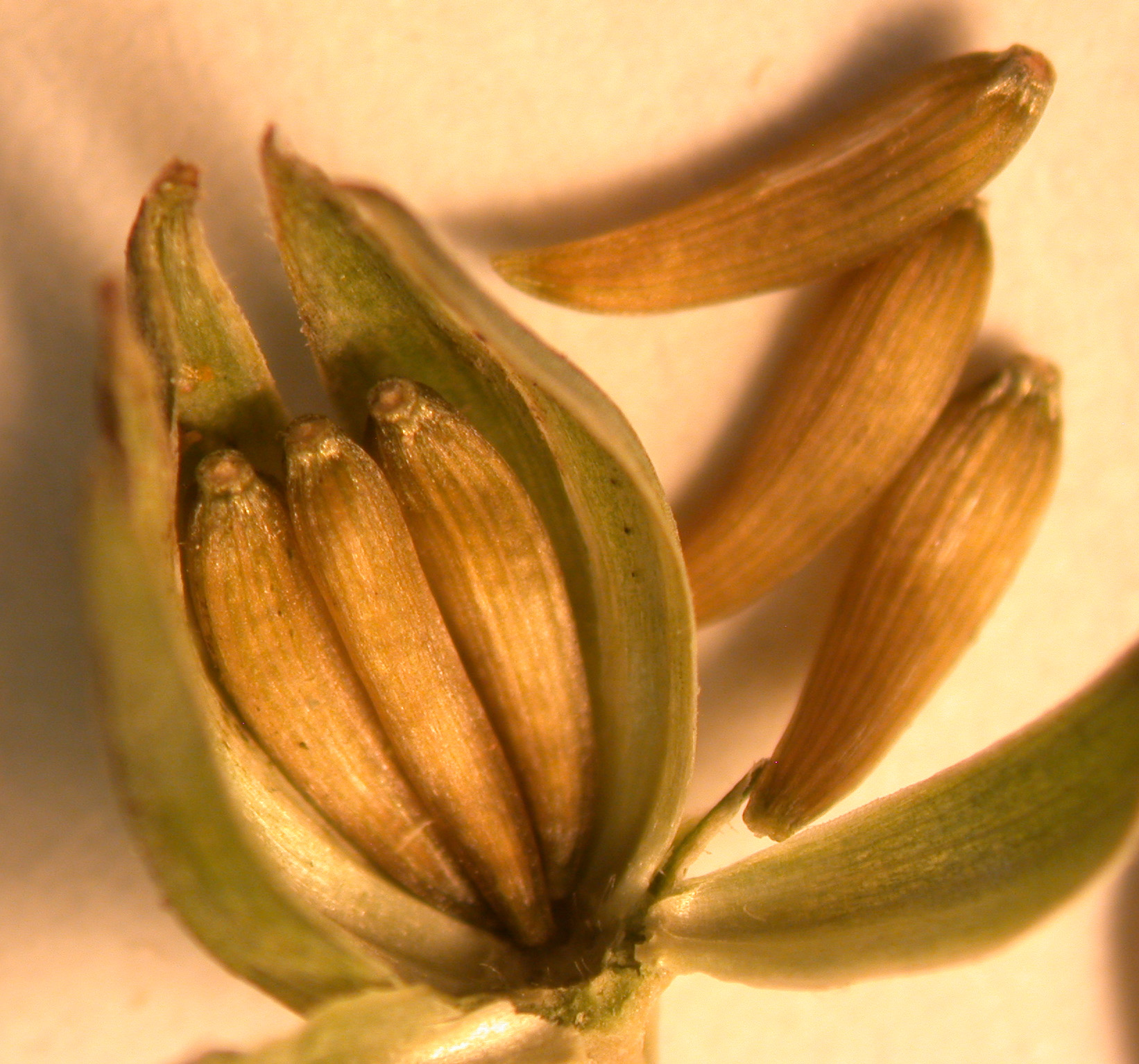
Achänen

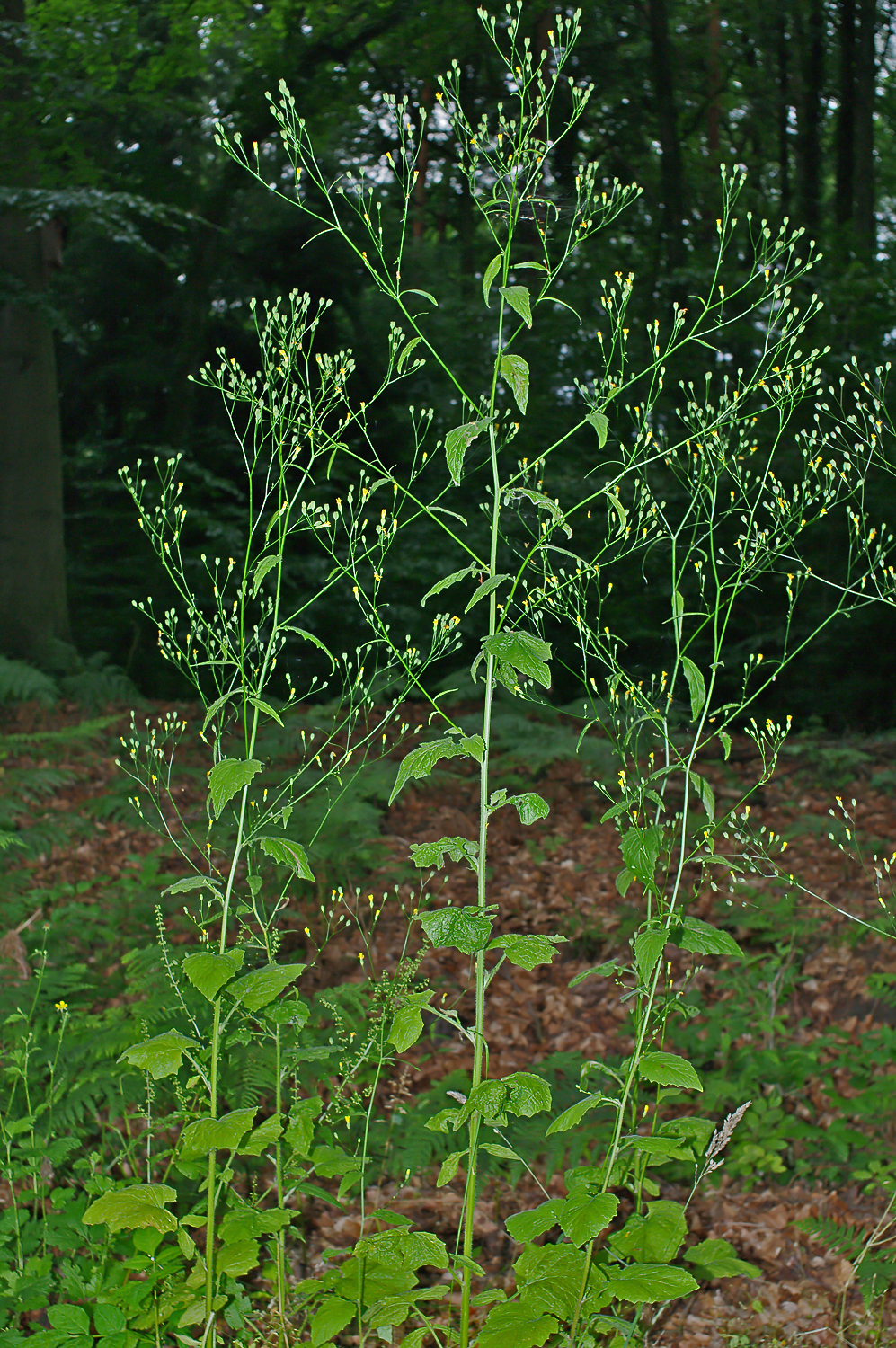
Habitus von ausgewachsenen Pflanzen

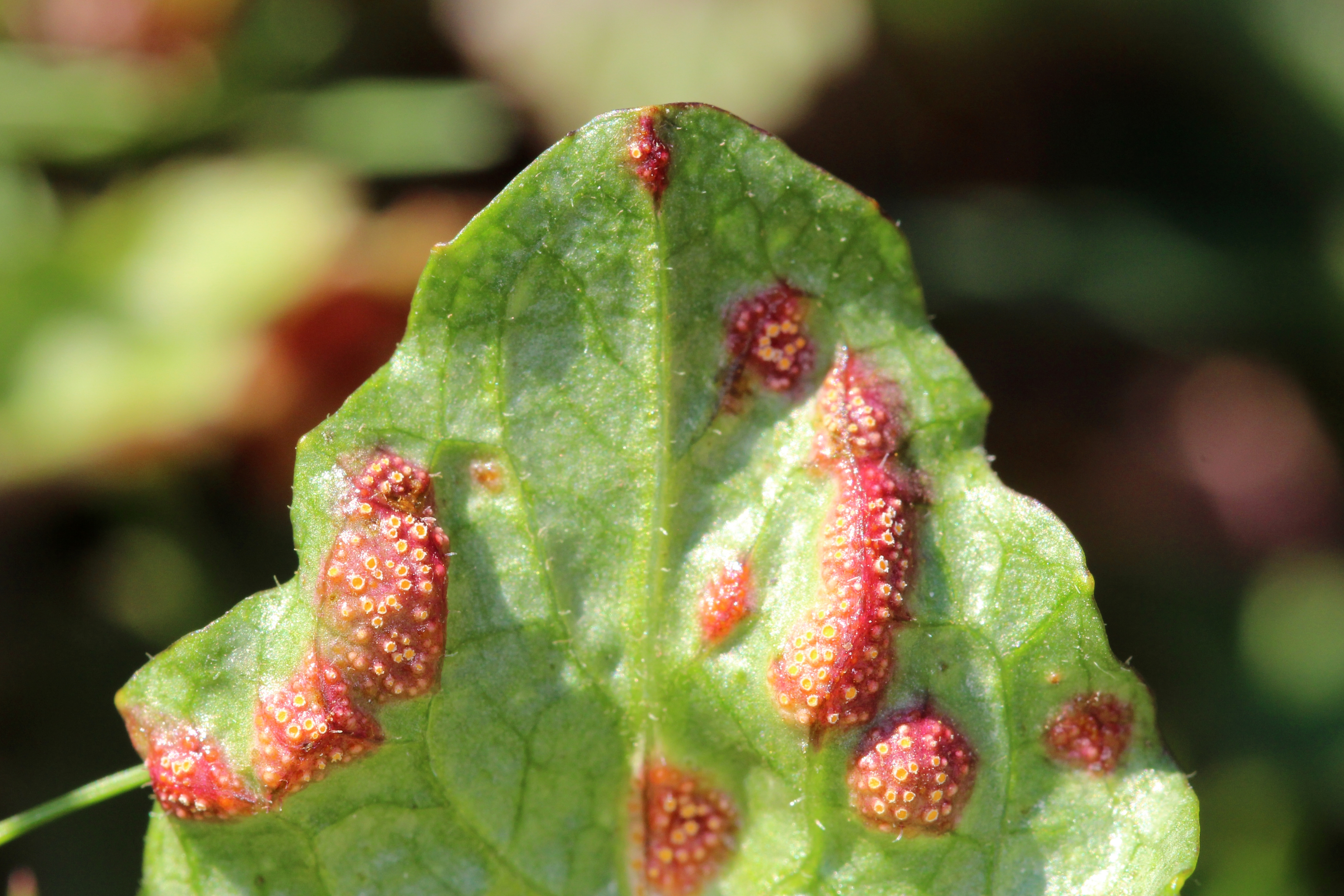
Rainkohl mit Befall von Puccinia lapsanae

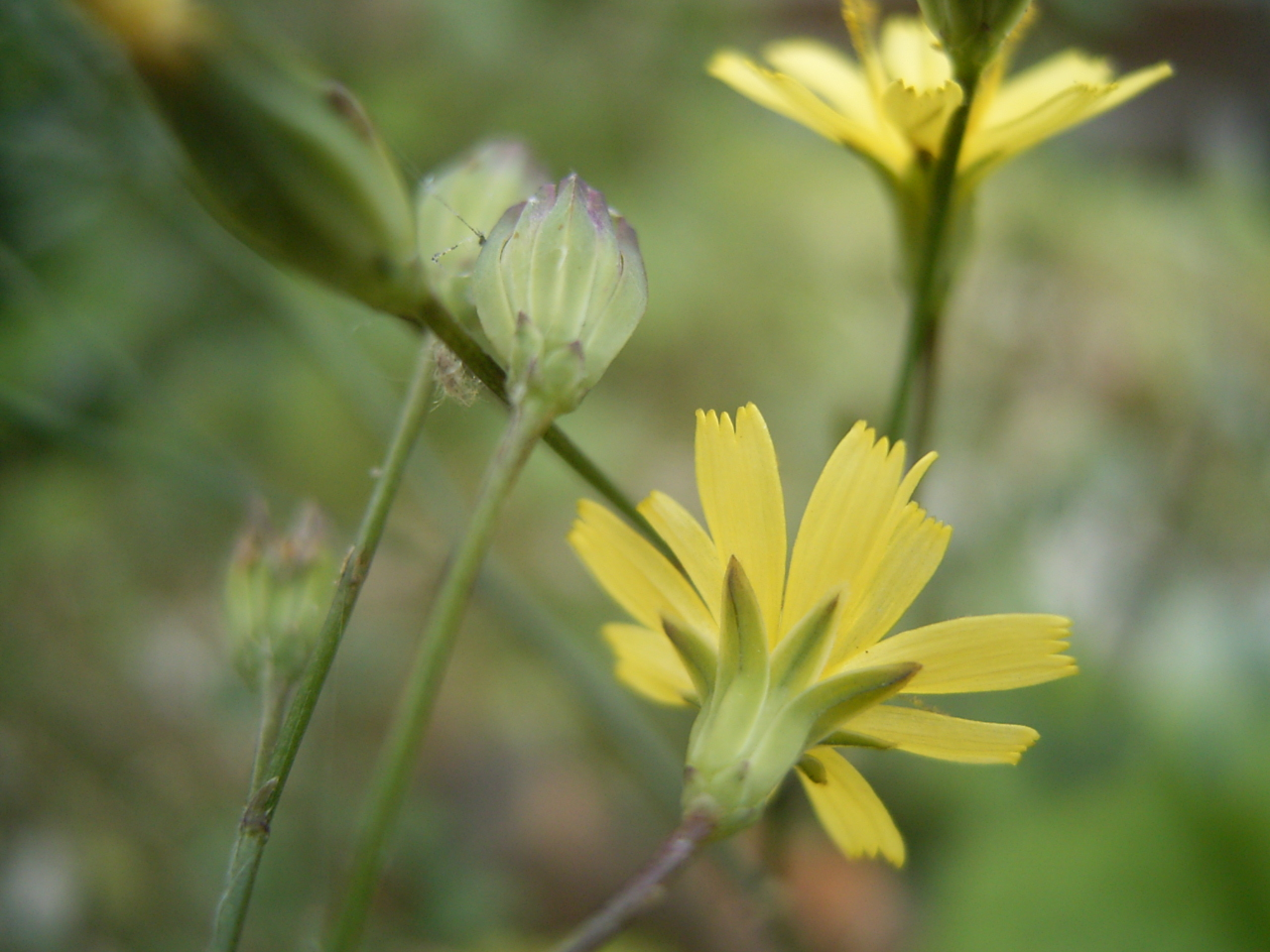
Blütenkörbchen von unten betrachtet: Hülle mit nur einer Reihe von Hüllblättern

### Vegetative Merkmale
Beim Gemeinen Rainkohl handelt es sich um eine ein-, selten zweijährige krautige Pflanze, die Wuchshöhen von 30 bis 100, selten bis zu 125 Zentimetern erreicht, meist jedoch etwa 50 Zentimeter. Der Rainkohl führt Milchsaft. Die kantigen Stängel sind aufrecht und oben rispig verzweigt; sie sind kahl oder im unteren Teil zerstreut steif behaart.
Alle Laubblätter sind kahl oder spärlich behaart. Die unteren Laubblätter sind lang gestielt und leierförmig gefiedert, wobei die seitlichen Blattabschnitte klein sind, eilänglich und das Endfiederblättchen sehr groß. Bei den oberen Blättern verschwinden die seitlichen Blattabschnitte ganz. Die oberen Stängelblätter sind kurz gestielt, eiförmig bis lanzettlich, stumpf buchtig gezähnt oder ganzrandig.

### Generative Merkmale
In einem lockeren rispigen Gesamtblütenstand sind mehrere körbchenförmige Teilblütenstände angeordnet. Die Körbchenhülle besteht aus nur einer Reihe von elastischen, meist kahlen Hüllblättern, die reif fast aufrecht stehen, und eventuell noch zwei oder drei sehr kleinen Außenhüllblättern. Spreublätter fehlen. Die Blütenkörbchen weisen einen Durchmesser von etwa 1 Zentimeter auf und enthalten nur relativ wenige (acht bis 15) Zungenblüten. Die zygomorphen, gelben Zungenblüten sind am vorderen Ende gestutzt mit fünf kleinen Zähnchen.  Die Staubbeutel sind am Grund geschwänzt und haben an der Spitze ein kurzes Anhängsel. Die etwa 18- bis 20-rippigen Achäne besitzt keinen Pappus; sie ist schwach dreikantig und hat an der abgerundeten Spitze einen ringförmigen Wulst.
Die Chromosomenzahl beträgt 2n = 14 oder 16.

## Ökologie und Phänologie
Der Rainkohl ist ein Therophyt und eine Halbrosettenpflanze. Er wurzelt bis zu 35 Zentimeter tief.
Die Blütezeit reicht von Juni bis September. Die Blüten öffnen sich nur am Vormittag. Ist das Wetter bewölkt, dann bleiben sie den ganzen Tag geschlossen.
Blütenökologisch handelt es sich um „Körbchenblumen vom Cichorium-Typ“. Die Blütenkörbchen sind bei hellem Wetter nur vormittags von 6 bis 11 Uhr geöffnet. Sie werden nur spärlich von Bienen und Schwebfliegen besucht. Spontane Selbstbestäubung ist möglich durch Krümmen der Randblüten über die inneren, wodurch die Staubbeutel mit den Narben in Kontakt kommen, so z. B. bei schlechtem Wetter.
Beim Gemeinen Rainkohl handelt es sich um einen Selbstausstreuer, dazu um einen Wind- und Tierstreuer. Auch eine Ausbreitung der Achänen durch Ameisen findet statt.
Der Rostpilz Puccinia lapsanae lebt auf dem Gemeinen Rainkohl. Gallbildungen erzeugt Timaspis lampsanae.

## Standortbedingungen in Mitteleuropa
Der Gemeine Rainkohl ist ein Kulturbegleiter seit der jüngeren Steinzeit. Der Gewöhnliche Rainkohl gedeiht auf offenen, frischen, nährstoffreichen, humosen, lockeren Lehmböden. Er ist eine Charakterart des Verbands Alliarion.
Er gedeiht am besten auf stickstoffreichen Böden und ist deshalb gerade in Gebüschen oder an Wegrändern in Städten und Dörfern sehr häufig anzutreffen. Da er auch gut im Schatten wächst, kommt er ebenso in nährstoffreichen Wäldern vor. In den Allgäuer Alpen steigt er bis zu einer Höhenlage von etwa 1000 Metern auf; im Kanton Wallis steigt er bis zu 1700 Meter, im Kanton Graubünden bei Arosa bis zu 1840 Meter auf.
Nach Ellenberg handelt es sich um eine Halbschattenpflanze und einen Frischezeiger.
Die ökologischen Zeigerwerte nach Landolt et al. 2010 sind in der Schweiz: Feuchtezahl F = 3 (mäßig feucht), Lichtzahl L = 3 (halbschattig), Reaktionszahl R = 4 (neutral bis basisch), Temperaturzahl T = 4 (kollin), Nährstoffzahl N = 4 (nährstoffreich), Kontinentalitätszahl K = 3 (subozeanisch bis subkontinental).

## Systematik und Verbreitung

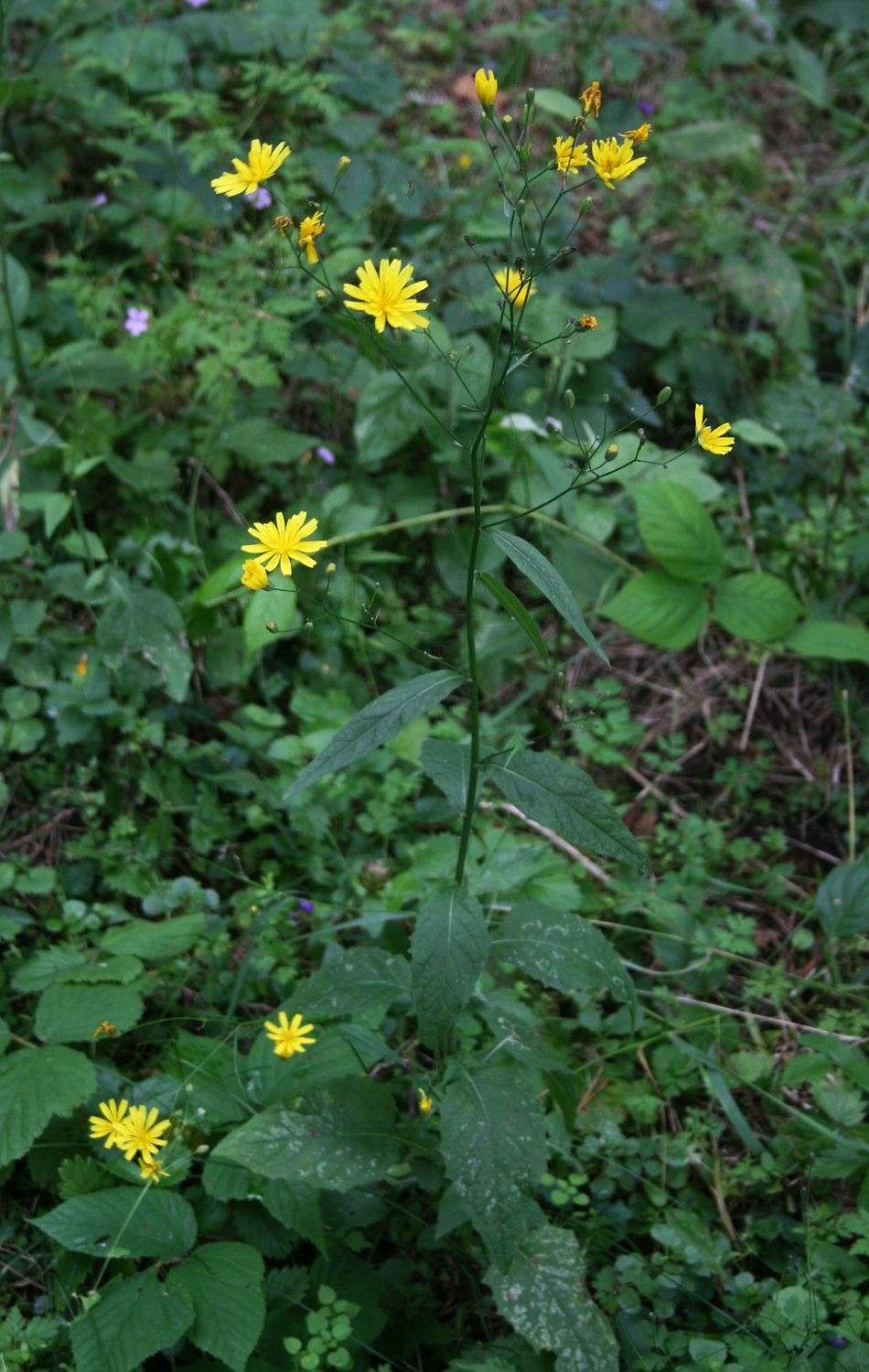
Lapsana communis subsp. intermedia

Die Erstveröffentlichung von Lapsana communis erfolgte 1753 durch Carl von Linné in Species Plantarum, Tomus II, S. 811.
Der Gewöhnliche Rainkohl ist den gemäßigten Gebieten Eurasiens, in Nordafrika, auf Madeira, in Indien und Pakistan weitverbreitet. In Nordamerika, Grönland, Hawaii, Chile, Argentinien, Jamaika, auf Hispaniola, in Australien, Neuseeland, auf den Azoren, auf Zypern und Reunion ist Lapsana communis ein Neophyt.
Je nach Autor gibt es einige Unterarten, beispielsweise in Europa und im Mittelmeerraum:
- Lapsana communis L. subsp. communis[8]
- Lapsana communis subsp. adenophora (Boiss.) Rech. f. (Syn.: Lapsana adenophora Boiss.): Sie kommt in Kroatien, Rumänien, Griechenland, in der Türkei und in Georgien vor.[8]
- Lapsana communis subsp. alpina (Boiss. & Balansa) P.D.Sell (Syn.: Lapsana alpina Boiss. & Balansa): Sie kommt in der Türkei vor.[8]
- Lapsana communis subsp. grandiflora (M.Bieb.) P.D.Sell (Syn.: Lapsana grandiflora M.Bieb.): Sie kommt in Vorderasien vor.[8]
- Lapsana communis subsp. intermedia (M.Bieb.) Hayek (Syn.: Lapsana intermedia M. Bieb.): Sie kommt ursprünglich in Österreich, in Ost- und Südosteuropa sowie in Vorderasien vor und ist ein Neophyt in Großbritannien, Belgien, Luxemburg, Frankreich und im nordwestlichen Russland.[8]
- Lapsana communis subsp. macrocarpa (Coss.) Nyman (Syn.: Lapsana macrocarpa Coss.): Sie kommt in Marokko, Algerien und Tunesien vor.[8]
- Lapsana communis subsp. pinnatisecta (Sommier & Levier) Greuter (Syn.: Lapsana pinnatisecta (Sommier & Levier) Ter-Chatsch.): Sie kommt in Aserbaidschan, Georgien und im russischen Kaukasusraum vor.[8]
- Lapsana communis subsp. pisidica (Boiss. & Heldr.) Rech. f. (Syn.: Lapsana pisidica Boiss. & Heldr.): Sie kommt in Griechenland, auf Inseln der Ägäis, in der Türkei, in Syrien, im Libanon, in Jordanien, Israel und Georgien vor.[8]

## Nutzung
Junge Rainkohlsprosse und -blätter im Frühjahr geerntet (ab April) sind essbar und können zu Salat, Spinat, Omelett, Rührei oder Quiches dazugegeben werden. Später werden die Pflanzenteile bitter und zu faserig.
Ein Breiumschlag hilft bei Entzündungen. Der frische Milchsaft sollte die Heilung von (Schnitt-)Wunden beschleunigen.